# Chinnamasta

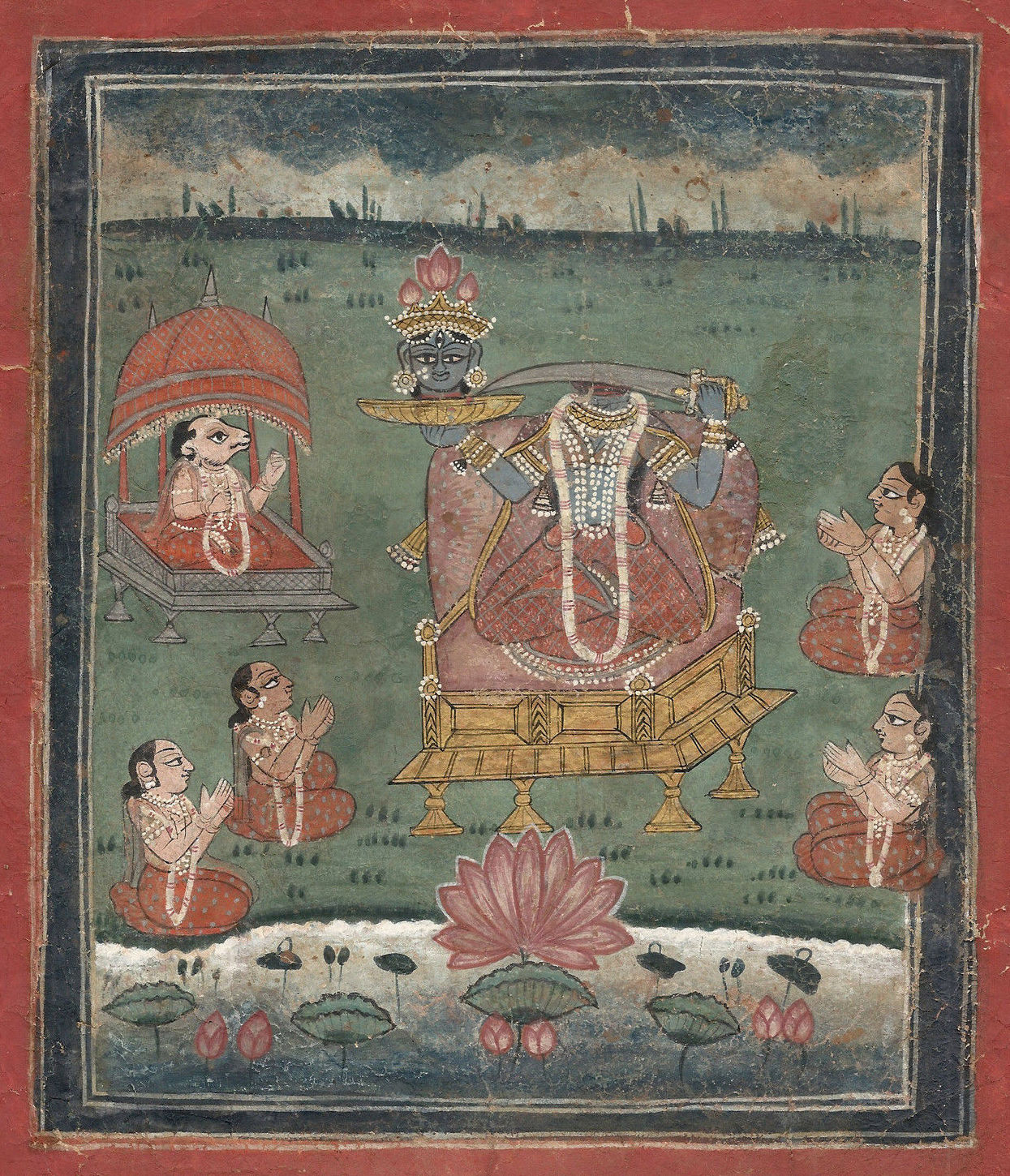
Chinnamasta (um 1775)

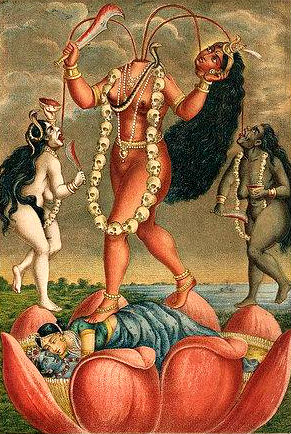
Chinnamasta (um 1885)

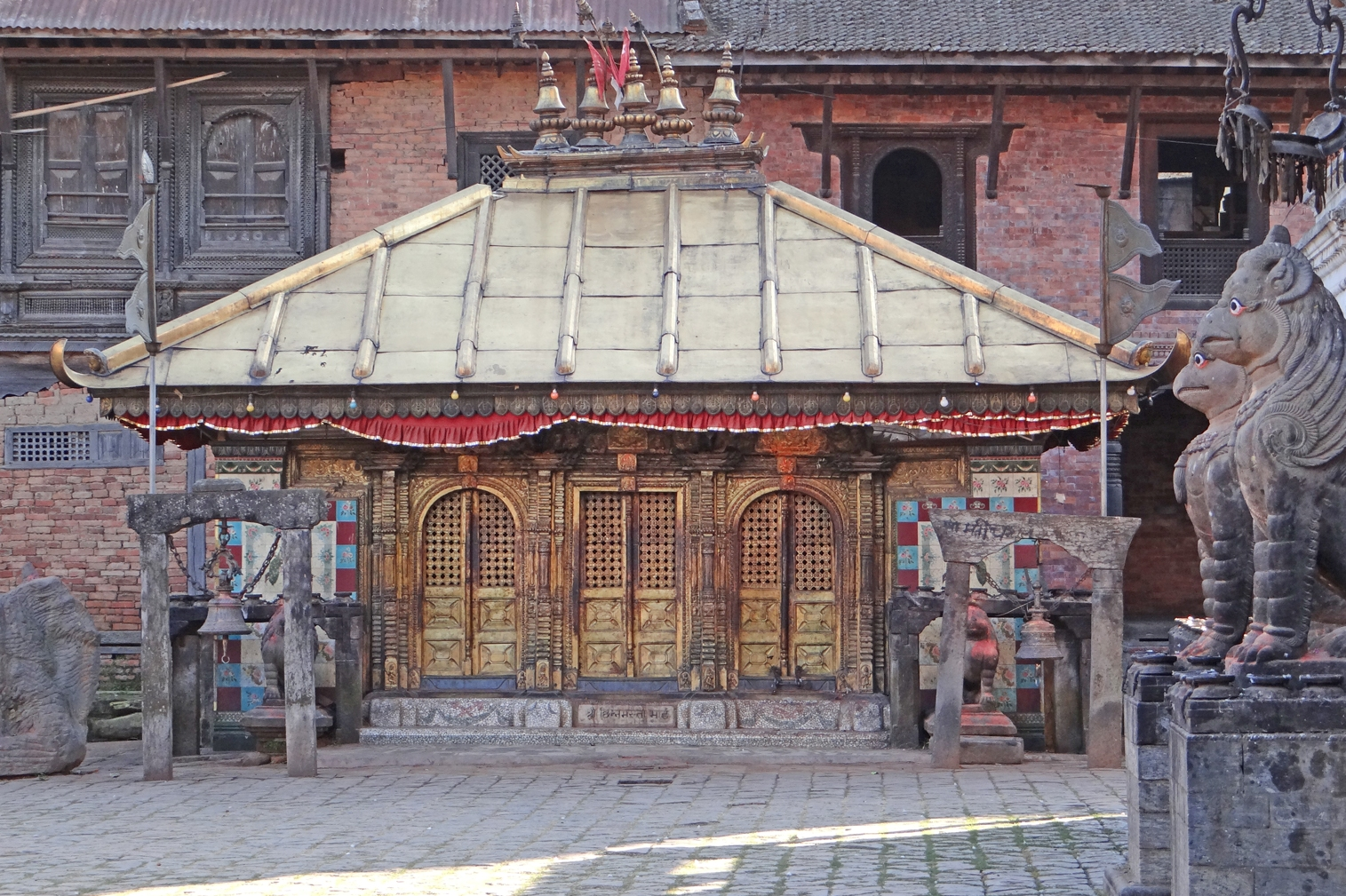
Chinnamasta-Tempel in Changu Narayan, Kathmandu-Tal, Nepal

Chinnamasta (Sanskrit: छिन्नमस्ता, Chinnamastā =  „deren Kopf (masta) abgeschnitten (chinna) ist“) ist eine tantrische Mahavidya im Kontext des Hinduismus. Ihren Kopf soll sie sich in einem Anfall von Selbstopfer selber abgetrennt haben.

## Ursprung und Verbreitung
Wahrscheinlich fußt die gedankliche Ausgestaltung der Göttin auf volksreligiösen und tibetisch-buddhistischen Grundlagen, die in Gestalt der Chinnamunda bereits im 7. Jahrhundert verbreitet waren; sie ist auch als eine Form der Vajrayogini bekannt.
Die Verehrung von Chinnamasta ist hauptsächlich im weitgehend ländlichen Norden des indischen Subkontinents (Bengalen, Nepal, Rajasthan) verbreitet; von dort fand sie auch ihren Weg in die Städte.

## Ikonographie
In der Ikonographie erscheint sie zumeist als nackte junge Frau mit einem Schwert in der einen und ihrem abgehackten Kopf in der anderen Hand. Aus ihrem Hals fließen drei Blutströme – einer davon in ihren eigenen Mund, die anderen beiden in die Münder der sie flankierenden Yoginis. Sie steht auf Kama, dem Gott der sexuellen Liebe, der sich unter ihr mit seiner Frau Rati vereinigt. Diese beiden liegen auf einem Lotus, der oft auf einem Einäscherungsplatz liegt.

## Bedeutung
Die Ikonographie der in hohem Maße unorthodoxen und widersprüchlichen Göttin verbindet Leben, Tod und Sexualität; mit ihrem eigenen Blut nährt sie ihre Anhänger.